# シラタマノキ
シラタマノキ（白玉の木・白玉木、学名: Gaultheria pyroloides）はツツジ科の常緑小低木。同属のアカモノの果実は赤く、本種は白い果実をつけることから別名シロモノとよばれることもある。和名の由来は、9月頃に萼が肥大して果実を覆い、白い玉状になることから名付けられている。

## 特徴
日本の北海道と中部地方以北の本州の亜高山帯から高山帯に分布する。日当たりのよい岩地や草地などの、比較的乾燥した場所に生える。
常緑広葉樹の小低木。高さは30センチメートル (cm) 程度。茎はよく分枝し、下部は地面を這うように広がり、上部は斜上する。葉は互生し、楕円形で1.5 - 3 cm、幅0.8 - 2 cm程度の大きさで、質は厚く、縁に鋭い鋸歯がある。
花期は6 - 7月。枝の先に総状花序をつくり、5ミリメートル (mm) 程度のドウダンツツジのような釣鐘型の白い花を下向きに3 - 5個つける。花の先端はつぼまり、浅く5裂し、裂片は反り返る。
果期は8 - 9月。花後は肉質に肥大した萼が蒴果を包み、直径1cmほどの白色で球形の偽果をつくる。果実や枝葉をつぶすと、サリチル酸メチルエステルに由来する爽やかな香りがする。

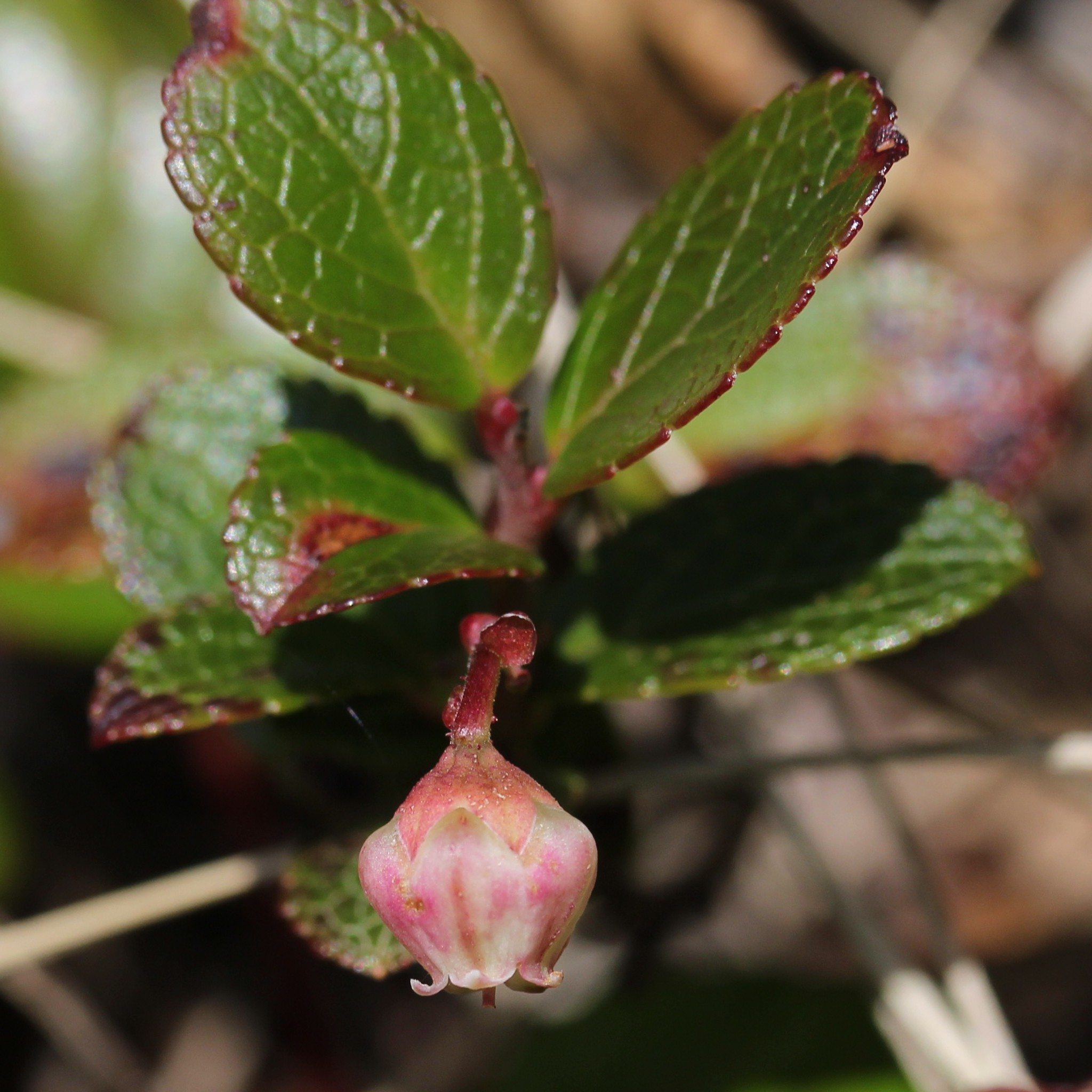
釣鐘型の花
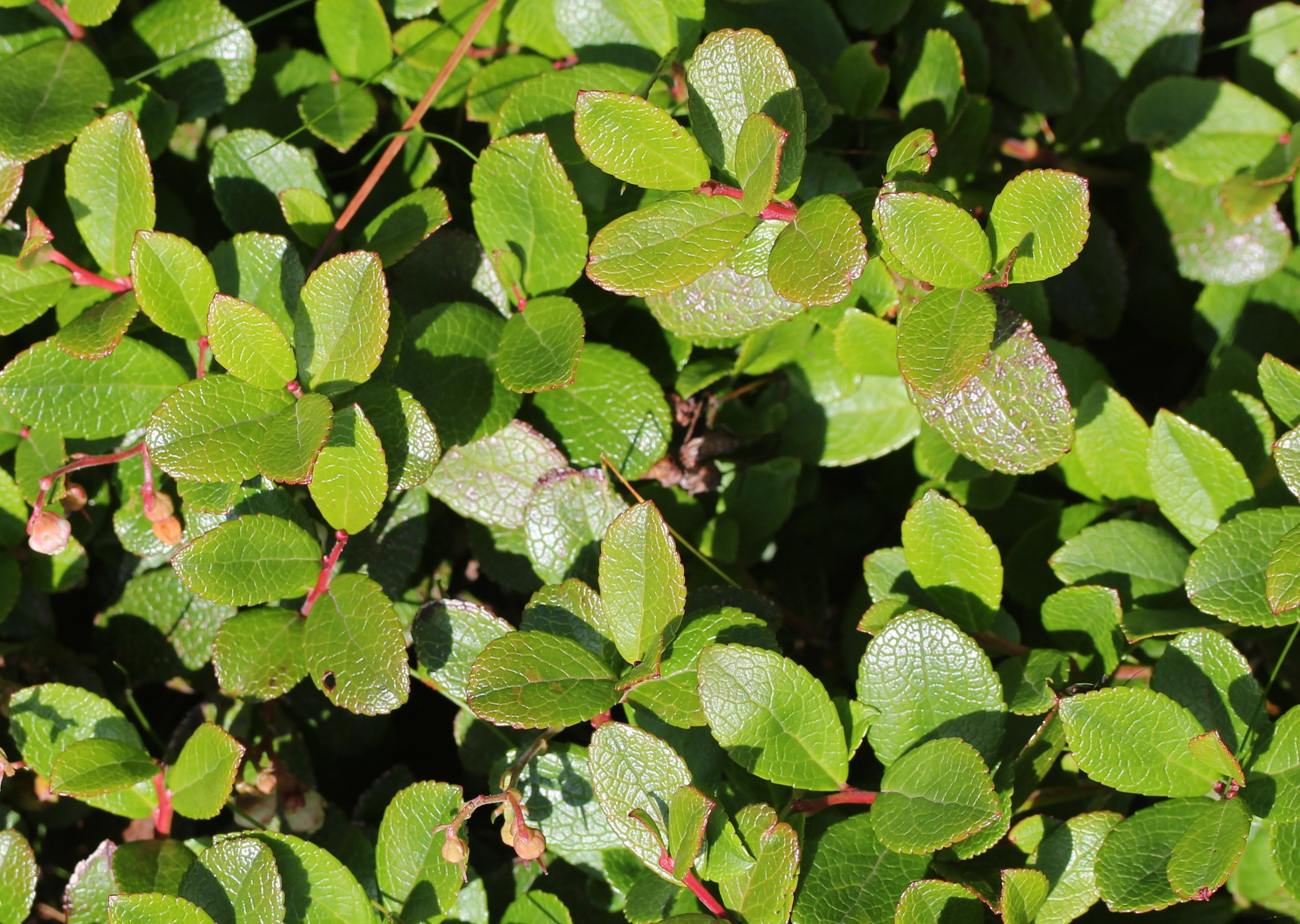
葉は互生し、鋸歯を持つ楕円形

## 食用
熟した果実は食用になる。果実は甘みがあるが、メントールのような香りがして生食には向かず、果実酒にされる。果実酒にすると、他に類を見ないすっきりした味と香りがあり、おいしく仕上がる。